# 范希淹
范希淹（1468年—？），字景賢，江西廣信府弋陽縣人，軍籍，明朝政治人物。

## 生平
弘治五年壬子科江西鄉試第四名舉人。弘治六年（1493年）中式癸丑科會試第一百二十四名，三甲第四十七名進士。授行人，十五年二月实授南京福建道監察御史，擢凤阳府知府，以忤宦官劉瑾調任桂林，五年九月升廣西按察司副使。

## 家族
曾祖范起淵；祖父范瑛，遇例冠帶；父范舜夫，母丘氏。重庆下。